# Kabri
Kabri (hebrejsky כַּבְּרִי, v oficiálním přepisu do angličtiny Kabri) je vesnice typu kibuc v Izraeli, v Severním distriktu, v Oblastní radě Mate Ašer.

## Geografie
Leží v nadmořské výšce 84 metrů, na pomezí zemědělsky intenzivně využívané a hustě osídlené Izraelské pobřežní planiny a západních okrajů svahů Horní Galileji, cca 5 kilometrů od břehů Středozemního moře a 7 kilometrů od libanonských hranic. Severně od obce protéká mírným údolím vádí Nachal Ša'al. Na jižní straně je to vádí Nachal Gula.
Obec se nachází 5 kilometrů severovýchodně od města Naharija, cca 110 kilometrů severoseverovýchodně od centra Tel Avivu a cca 27 kilometrů severovýchodně od centra Haify. Kabri obývají Židé, přičemž osídlení v tomto regionu je převážně židovské. Centrální oblasti Galileji, které obývají izraelští Arabové nebo Drúzové, leží až dál na východě a na jihu. Výjimkou je arabská vesnice Šejch Danun cca 3 kilometry jižním směrem odtud.
Kabri je na dopravní síť napojen pomocí severojižní tepny dálnice číslo 70, jež se poblíž kibucu kříží s východozápadní dálnicí číslo 89. Ta vybíhá z Naharije do vnitrozemí Galileji.

## Dějiny
Kabri byl založen v roce 1949. Kibuc vznikl na pozemcích zaniklé arabské vesnice al-Kabri, která zde stávala do války za nezávislost v roce 1948 cca 1 kilometr jižně od stávající osady. Křižáci ji nazývali Cabra. Vesnice byla známa pro četné sladkovodní prameny, které vyvěraly v jejím okolí. V helénistickém období zde vyrostl akvadukt, který přiváděl vodu do nedalekého města Akko. Ke stejnému účelu sloužil kanál, postavený zde v 19. století. Roku 1931 měla al-Kabri 728 obyvatel a 173 domů. Během války byla tato oblast roku 1948 ovládnuta židovskými silami a arabské osídlení zde skončilo. Zástavba vesnice pak byla zbořena.
Zakladateli vesnice bylo cca 100 členů opuštěného kibucu Bejt ha-Arava u Mrtvého moře, který byl roku 1948 během války dobyt Araby.
Ekonomika kibucu je založena na zemědělství, podnikání a průmyslu. Kibuc prošel počátkem 21. století privatizací a jeho členové jsou odměňováni individuálně, podle vykonané práce.
V Kabri fungují zařízení předškolní péče a základní škola využívaná i žáky z okolních vesnic. K dispozici je tu zubní a lékařská ordinace, obchod, plavecký bazén, sportovní areály, společenské centrum včetně společné jídelny a výstavní síň.

## Demografie
Obyvatelstvo kibucu Kabri je sekulární. Podle údajů z roku 2014 tvořili naprostou většinu obyvatel v Kabri Židé (včetně statistické kategorie "ostatní", která zahrnuje nearabské obyvatele židovského původu ale bez formální příslušnosti k židovskému náboženství).
Jde o menší sídlo vesnického typu s dlouhodobě rostoucí populací. K 31. prosinci 2014 zde žilo 990 lidí. Během roku 2014 populace stoupla o 5,9 %.
| Rok            | 1961 | 1972 | 1983 | 1995 | 2001 | 2003 | 2004 | 2005 | 2006 | 2007 | 2008 | 2009 | 2010 | 2011 | 2012 | 2013 | 2014 |
| -------------- | ---- | ---- | ---- | ---- | ---- | ---- | ---- | ---- | ---- | ---- | ---- | ---- | ---- | ---- | ---- | ---- | ---- |
| Počet obyvatel | 483  | 533  | 670  | 721  | 719  | 745  | 756  | 751  | 751  | 749  | 737  | 819  | 847  | 908  | 915  | 935  | 990  |